# ʿAbd Allāh ibn ʿAbd al-Asad
ʿAbd Allāh ibn ʿAbd al-Asad (in arabo عبد الله بن عبد الأسد ‎? b. Hilāl b. ʿAbd Allāh b. ʿUmar b. Makhzūm b. Yaqaẓa b. Murra b. Kaʿb, detto Abū Salama; fl. VII secolo) è stato uno dei Compagni di Maometto.

## Biografia
Figlio di Barra bt. ʿAbd al-Muṭṭalib, zia paterna di Maometto, fu fratello di latte di Hamza ibn Abd al-Muttalib, zio di Maometto, e dello stesso Profeta suo cugino. Si sposò con Umm Salama Hind bint Abi Umayya e fu tra i primi a convertirsi all'Islam. Dalla moglie ebbe quattro figli: Salama, ʿUmar, Zaynab e Durra.
Prese parte alla Piccola Egira e a quella che portò i musulmani meccani a Medina.
Morì a causa d'una ferita ricevuta nella battaglia di Uhud che si riaprì dopo che egli ebbe guidato la Spedizione di Qaṭan. Fu inumato nel cimitero di Medina, il Baqi' al-Gharqad.
Dopo la sua morte, Maometto sposò la sua vedova Umm Salama.